# Skvallerreva
Skvallerreva (tidigare vandrande jude vilket inte används längre) (Tradescantia fluminensis) är en art i familjen himmelsblomväxter från Brasilien och Argentina. Numera är arten naturaliserad i nästan alla tropiska områden. Arten är en flerårig ört med krypande och rotslående stjälkar. Den odlas vanligen som ampelväxt där stammarna får hänga. Blad lansettlika i två rader. Blomställningar toppställda, blommor vita med tre blomblad. Ståndare vita och skäggiga. Förväxlas ofta med andra arter i familjen.
Svensk kulturväxtdatabas, SKUD, föreslår att växten ”vandrande jude” ändrar namn till ”skvallerreva”.
Namnet Tradescantia hedrar kung Charles den förstes trädgårdsmästare, John Tradescant den yngre. Artepitetet fluminensis betyder från Rio de Janeiro, Flumen Januarii på latin. Det gamla svenska namnet vandrande jude anspelar på en kristen legend om "den vandrande juden".
Mycket lättodlad och anpassningsbar. Den odlas bäst på en ljus plats, men skyddas mot stekande sol. Låt torka ut något mellan vattningarna och ge näring under vår och sommar. Vattna mer sparsamt vintertid. Minimitemperatur 15°C. Förökas lätt med sticklingar som får rota sig i vatten. Det går att skära ner äldre exemplar som blivit fula, men ofta får man lika bra resultat av att ta nya sticklingar och stoppa dem i vattenglas tills de får rötter. Därefter är det bara att plantera blomman i en kruka med jord.

## Synonymer
- Tradescantia albiflora Kunth
- Tradescantia canaliculata Raf.
- Tradescantia myrtifolia hort.
- Tradescantia viridis Gentil nom inval.

## Sorter
- 'Albovittata' - blad strimmiga i grönt och vitt.
- 'Aurea' - blad helt gulgröna.
- 'Aureovittata' - blad strimmiga i grönt och gult.
- 'Maiden's Blush' - har rosa nytillväxt.
- 'Nanouk' - ljusa rosa-strimmiga breda blad med lila undersida.
- 'Quicksilver' - blad med silvervita strimmor.
- 'Rochford Silver' - blad med tunna vita strimmor.
- 'Variegata' ('Tricolor') - blad gröna med ojämna gräddvita och rosa strimmor eller fält. Ibland bli hela blad vita och/eller rosa.